# Castrum (Ostia)
Il Castrum era l'insediamento fortificato della città romana di Ostia, il ritrovamento archeologico più antico della città.

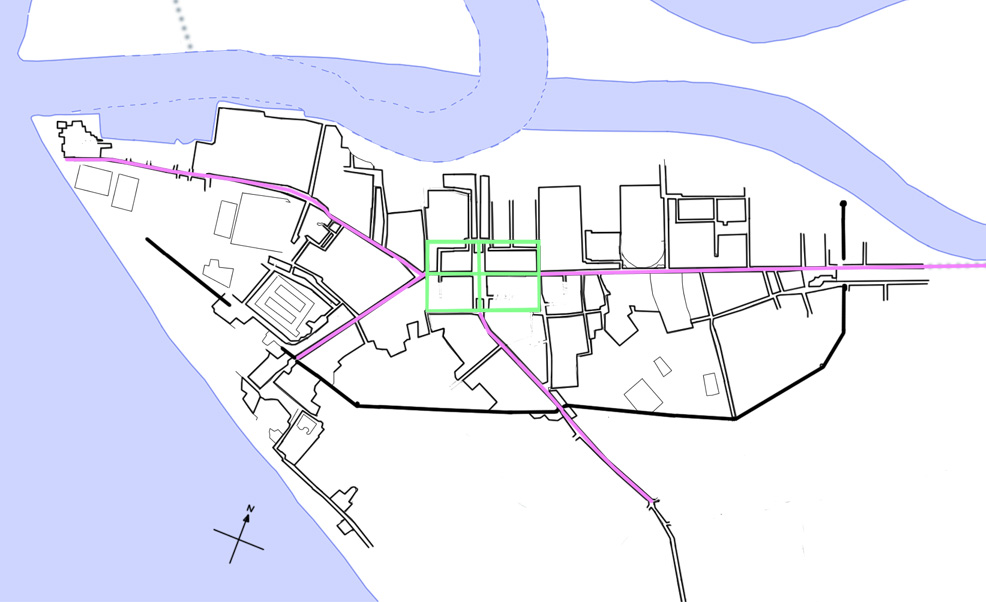
Pianta schematica con la sovrapposizione del castrum alla viabilità precedente

## Descrizione
Sebbene la tradizione romana faccia di Ostia la prima colonia romana fondata nel VII secolo a.C. dal re di Roma Anco Marzio, le evidenze archeologiche più antiche sono quelle del Castrum, datato al 390-350 a.C., anche se uno scavo del 1971 nell'area delle mura ne daterebbe la costruzione agli inizi del III secolo a.C.; comunque in piena età repubblicana.
Seguendo la tradizionale tecnica costruttiva romana dei Castra, il perimetro delle mura difensive del Castrum aveva forma rettangolare, le cui strade più importanti tra loro ortogonali, erano il decumanus maximus e il cardo maximus, con il primo che si sviluppava da est ad ovest, ed il secondo da nord a sud. Cardine e decumano uscivano dalle mura del castrum per mezzo di quattro porte.
Ad Ostia il Castrum si impiantò al di sopra dell'incrocio tra un antichissimo percorso costiero (ricalcato nella successiva espansione della città dall'allineamento di via della Foce e del tratto meridionale del cardine massimo, obliquo rispetto al tracciato ortogonale interno al castrum, e più tardi tratto della via Severiana) e il tracciato che conduceva dalle saline della foce all'entroterra appenninico lungo la riva sinistra del Tevere (via Salaria), il cui tratto tra Roma e il mare divenne la via Ostiense, tracciata di nuovo probabilmente in contemporanea alla costruzione dell'accampamento.
Le mura del castrum del IV secolo a.C., di spessore di poco superiore a 1,50 m, sono costruite in opera quadrata di blocchi di tufo di Fidene, sistemati irregolarmente di testa e di taglio. Un tratto delle mura sul lato orientale è stato riutilizzato come muro di spina di un caseggiato di taberne (I,I,4) e si è dunque conservato. Altri tratti del muro si conservano all'interno del Piccolo mercato (I,VIII,1), degli Horrea epagathiana (I,VIII,3), e del caseggiato a taberne (I,VIII,10).
All'interno del perimetro del Castrum, ricompreso interamente nella regione I, si trova la piazza del Foro, all'incrocio tra cardine massimo e decumano massimo.  La piazza ad una estremità è dominata dal Capitolium adrianeo, mentre sul lato opposto si trova il tempio di Roma e Augusto; sul lato occidentale del foro si affacciano poi la Basilica e la Curia, sede dei decurioni. Sempre all'interno di questo perimetro si trovano il cosiddetto Tempio rotondo, il Foro della Statua eroica, e diversi caseggiati

### Annotazioni
1. ↑  Un saggio di scavo effettuato nel 1996 ai piedi di un tratto delle mura repubblicane ha restituito materiali ceramici databili tra la fine del IV e gli inizi del III secolo a.C..(EN) The oldest traces of Ostia: From the Bronze Age to the foundation of the castrum, su ostia-antica.org. URL consultato il 21 dicembre 2024.

### Riferimenti
1. 1 2 3 4   Castrum repubblicano, su ostiaantica.beniculturali.it. URL consultato il 20 dicembre 2024.
2. ↑  Tito Livio, Periochae I, 18.
3. ↑  Eutropio, I, 5.
4. ↑  Tito Livio, Periochae I, 32.
5. ↑  Plinio il Vecchio, III, 56.
6. ↑  Zevi, pp. 68-89.
7. ↑  Pavolini, p. 6.
8. ↑   Ostia, su treccani.it. URL consultato il 21 dicembre 2024.
9. ↑  Taddei, p. 18.
10. ↑  (EN) Regio I - Insula VIII - Horrea Epagathiana et Epaphroditiana (I,VIII,3), su ostia-antica.org. URL consultato il 21 dicembre 2024.
11. ↑  (EN) Regio I - Insula VIII - Botteghe I,VIII,10, su ostia-antica.org. URL consultato il 21 dicembre 2024.